# Raymundo Infante
Raimundo Infante (Santiago, 2 de fevereiro de 1928 - 7 de setembro de 1986) foi um futebolista chileno. Ele competiu na Copa do Mundo FIFA de 1950, sediada no Brasil. É considerado um dos maiores artilheiros do Universidad Católica, com 113 gols. Também jogou na França pelo Football Club de Rouen 1899, e na Venezuela pelo Deportivo Vasco (em Inglês).

## Vida Pessoal
Infante entrou para a C.D. Universidad Católica em 1946 sendo um estudante de arquitetura na universidade de mesmo nome.
Ao mesmo tempo que era um jogador de futebol, também foi um pintor renomado, promovendo arte abstrada junto de colegas como Pablo Buchard Jr., Alfonso Luco e Emilio Hermansen, com a influência de Joan Miró, segundo o livro Historia de la pintura chilena.
Após sua aposentadoria, seguiu uma carreira como professor.